# Lieler
Lieler (franska) (luxemburgiska: Léiler lyssna (fil), tyska: Lieler) är en ort i kantonen Clervaux i norra Luxemburg. Den ligger i kommunen Clervaux, cirka 57 kilometer norr om staden Luxemburg. Orten har 389 invånare (2022).
Orten tillhörde före den 5 december 2011 kommunen Heinerscheid.